# Julie Halard
Julie Halard (10 de septiembre de 1970) es una extenista francesa que estuvo en activo desde mediados de la década de los 80 y durante toda la década de 1990. Ganó un US Open en la modalidad de dobles (modalidad que llegó a ser n.º 1), 12 torneos individuales y 15 en dobles. También es conocida con el apellido de su marido Julie Halard-Decugis.

## Resultados en torneos de Grand Slam en dobles

### Ganadora (1)
| Año  | Torneo                    | Compañera   | Rivales                      | Resultado     |
| 2000 | Abierto de Estados Unidos | Ai Sugiyama | Cara Black Elena Likhovtseva | 6–0, 1–6, 6–1 |

### Finalista (1)
| Año  | Torneo    | Compañera   | Rivales                        | Resultado |
| 2000 | Wimbledon | Ai Sugiyama | Serena Williams Venus Williams | 6–3, 6–2  |

## Torneos

### Campeona (12)
| Tipo de campeonato   |
| -------------------- |
| WTA Championship (0) |
| Grand Slam (0)       |
| Tier I (0)           |
| Tier II (2)          |
| Tier III (3)         |
| Tier IV/V (7)        |

| Título por superficie |
| Cemento (5)           |
| Tierra (3)            |
| Hierba (3)            |
| Moqueta (1)           |

| No. | Fecha                   | Torneo     | Superficie | Rival              | Resultado     |
| 1.  | 21 de octubre de 1991   | San Juan   | Cemento    | Amanda Coetzer     | 7–5, 7–5      |
| 2.  | 27 de abril de 1992     | Taranto    | Tierra     | Emanuela Zardo     | 6–0, 7–5      |
| 3.  | 25 de abril de 1994     | Taranto    | Tierra     | Irina Spîrlea      | 6–2, 6–3      |
| 4.  | 8 de mayo de 1995       | Praga      | Tierra     | Ludmila Richterová | 6–4, 6–4      |
| 5.  | 8 de enero de 1996      | Hobart     | Cemento    | Mana Endo          | 6–1, 6–2      |
| 6.  | 12 de febrero de 1996   | Gaz        | Moqueta    | Iva Majoli         | 7–5, 7–64     |
| 7.  | 15 de junio de 1996     | Rosmalen   | Hierba     | Miriam Oremans     | 6–3, 6–4      |
| 8.  | 16 de noviembre de 1998 | Pattaya    | Cemento    | Li Fang            | 6–1, 6–2      |
| 9.  | 4 de enero de 1999      | Auckland   | Cemento    | Dominique Monami   | 6–4, 6–1      |
| 10. | 7 de junio de 1999      | Birmingham | Hierba     | Nathalie Tauziat   | 6–2, 3–6, 6–4 |
| 11. | 19 de junio de 2000     | Eastbourne | Hierba     | Dominique Monami   | 7–64, 6–4     |
| 12. | 9 de octubre de 2000    | Tokio      | Cemento    | Amy Frazier        | 5–7, 7–5, 6–4 |

### Finalista (9)
- 1987: Atenas (pierde contra Katerina Maleeva)
- 1991: Alburquerque (pierde contra Gigi Fernández)
- 1994: Gaz (pierde contra Martina Navratilova)
- 1996: Linz (pierde contra Sabine Appelmans)
- 1998: Estrasburgo (pierde contra Irina Spîrlea)
- 1999: Bol (pierde contra Corina Morariu)
- 1999: Berlín (pierde contra Martina Hingis)
- 1999: Los Ángeles (pierde contra Serena Williams)
- 2000: Tokio (pierde contra Serena Williams)

### Torneos en dobles (15)
| Torneo en dobles     |
| -------------------- |
| WTA Championship (0) |
| Grand Slam (1)       |
| Tier I (2)           |
| Tier II (6)          |
| Tier III (4)         |
| Tier IV/V (2)        |

| Título por superficie |
| Cemento (11)          |
| Tierra (1)            |
| Hierba (1)            |
| Moqueta (2)           |

| No. | Fecha                    | Torneo                    | Superficie | Compañera               | Rivales                             | Resultado      |
| 1.  | 8 de agosto de 1994      | Los Ángeles               | Cemento    | Nathalie Tauziat        | Jana Novotná Lisa Raymond           | 6–1, 0–6, 6–1  |
| 2.  | 19 de septiembre de 1994 | Tokio                     | Cemento    | Arantxa Sánchez Vicario | Amy Frazier Rika Hiraki             | 6–1, 0–6, 6–1  |
| 3.  | 1 de enero de 1996       | Auckland                  | Cemento    | Els Callens             | Jill Hetherington Kristine Kunce    | 6–0, 6–1       |
| 4.  | 8 de junio de 1998       | Birmingham                | Hierba     | Els Callens             | Lisa Raymond Rennae Stubbs          | 2–6, 6–4, 6–4  |
| 5.  | 6 de noviembre de 1998   | Pattaya                   | Cemento    | Els Callens             | Rika Hiraki Aleksandra Olsza        | 3–6, 6–2, 6–2  |
| 6.  | 3 de enero de 2000       | Brisbane                  | Cemento    | Anna Kournikova         | Sabine Appelmans Rita Grande        | 6–3, 6–0       |
| 7.  | 10 de enero de 2000      | Sídney                    | Cemento    | Ai Sugiyama             | Martina Hingis Mary Pierce          | 6–0, 6–3       |
| 8.  | 7 de febrero de 2000     | Gaz                       | Moqueta    | Sandrine Testud         | Émilie Loit Åsa Svensson            | 3–6, 6–3, 6–4  |
| 9.  | 20 de marzo de 2000      | Miami                     | Cemento    | Ai Sugiyama             | Nicole Arendt Manon Bollegraf       | 4–6, 7–5, 6–4  |
| 10. | 1 de mayo de 2000        | Bol                       | Tierra     | Corina Morariu          | Tina Križan Katarina Srebotnik      | 6–2, 6–2       |
| 11. | 21 de agosto de 2000     | New Haven                 | Cemento    | Ai Sugiyama             | Virginia Ruano Pascual Paola Suárez | 6–4, 5–7, 6–2  |
| 12. | 28 de agosto de 2000     | Abierto de Estados Unidos | Cemento    | Ai Sugiyama             | Cara Black Elena Likhovtseva        | 6–0, 1–6, 6–1  |
| 13. | 2 de octubre de 2000     | Tokio                     | Cemento    | Ai Sugiyama             | Nana Miyagi Paola Suárez            | 6–0, 6–2       |
| 14. | 9 de octubre de 2000     | Tokio                     | Cemento    | Corina Morariu          | Tina Križan Katarina Srebotnik      | 6–1, 6–2       |
| 15. | 23 de octubre de 2000    | Moscú                     | Moqueta    | Ai Sugiyama             | Martina Hingis Anna Kournikova      | 4–6, 6–4, 7–65 |